# Raki
A raki (török rakı) Törökország nem hivatalos nemzeti itala, 40-50% alkoholtartalmú, ánizsmaggal ízesített törköly- vagy gyümölcspárlat. A legenda szerint Evlija Cselebi utazó „fedezte fel”, aki az araka vagy araki nevű arab ital készítését jegyezte le utazásai során. Feljegyzései szerint az 1600-as években Konstantinápolyban már több száz meyhane-ban, azaz kocsmában mérték a rakıt. A törökök hívják még aslan sütü-nek is, melynek jelentése „oroszlántej”, mivel az ital víz hozzáadásakor tejfehér lesz.
Az ital ránézésre hasonlít a görög ouzóhoz és a francia pastishoz.

## Előállítása
Először a borkészítéskor maradt törkölyből készítették, később mazsola sőt füge és más gyümölcsök felhasználásával is készült rakı, ma már azonban csak friss szőlőből készülhet. Hagyományos, rézből készült úgynevezett alembik desztilláló üstben készítik, ánizs hozzáadásával.
A török törvények értelmében a felhasznált alkoholnak legalább 65%-ban sumának, azaz szőlőpárlatnak kell lennie, a fennmaradó rész pedig finomszesszel is helyettesíthető, mely általában melaszból készül. A második lepárláskor annyi ánizstermést kell hozzáadni, hogy a párlatnak legalább 800 mg/l anetoltartalma legyen, de a minőségi márkákat 1,298–1,570 mg/l, vagyis az abszintokéhoz hasonló mennyiség jellemzi.

## Fogyasztása
Fogyasztható magában, egy kísérő pohár vízzel, vagy vízzel hígítva, jeges pohárban. Hígításkor a louche-hatás miatt fehér színű lesz. Törökországban úgynevezett meze, azaz előételek kíséretében szolgálják fel, ami lehet sajt, dinnye vagy hal, de népszerű a különféle kebabok kísérőjeként is. A legkedveltebb márkák a Yeni Rakı, az Efe Rakı, Kulüp Rakısı és az Altınbaş.